# Ervin László
Ervin László (Budapeste, Hungria, 1932) é um filósofo da ciência, teórico de sistemas, pensador integral e pianista clássico húngaro. Publicou cerca de 75 livros e 400 artigos e gravou vários concertos para piano. 
Em 1984 fundou, com Riane Eisler, Francisco Varela e vários outros teóricos, o General Evolutionary Research Group, inicialmente secreto, que se reunia por trás da Cortina de Ferro. Sua meta era explorar a possibilidade de usar a teoria do caos para identificar uma nova teoria da evolução que pudesse servir como caminho para um mundo livre da ameaça das armas nucleares.
Em 1993, após sua experiência com o Clube de Roma, fundou o Clube de Budapeste, "centrando a atenção na evolução dos valores e consciência humanos como fatores cruciais na mudança de curso - de uma corrida em direção à degradação, polarização e desastre para uma reavaliação dos valores e prioridades a fim de navegar a transformação atual na direção do humanismo, éticae sustentabilidade global".

## Livros em português
- Lagoa Dos Murmúrios: Um Guia Para A Nova Ciência, Europa-América, 2000 ISBN 9721048178
- A Ciência E O Campo Akashico: Uma Teoria Integral De Tudo, trad. Newton Roberval Eichemberg, Cultrix, 2008 ISBN 8531610214
- Um Salto Quântico no Cérebro Global, trad. Newton Roberval Eichemberg, Cultrix, 2012 ISBN 9788531611469